# Ельч, Финн
Финн Ельч (нем. Finn Jeltsch; родился 17 июля 2006) — немецкий футболист, выступающий на позициях опорного полузащитника либо центрального защитника за клуб «Штутгарт».

## Клубная карьера
Воспитанник футбольной академии клуба «Нюрнберг». В октябре 2023 года подписал с клубом долгосрочный контракт.
3 февраля 2025 года перешёл в «Штутгарт», подписав с клубом контракт до июня 2030 года.

## Карьера в сборной
Выступал за сборные Германии до 16, до 17, до 18 и до 19 лет.
В 2023 году в составе сборной Германии до 17 лет принял участие в чемпионате Европы в Венгрии. На турнире провёл все шесть матчей и помог немцам одержать победу.

## Достижения
«Штутгарт»
- Обладатель Кубка Германии: 2024/25

Сборная Германии (до 17 лет)
- Чемпион Европы до 17 лет: 2023
- Чемпион мира до 17 лет: 2023